# 埃爾山
47°03′09″N 9°28′44″E / 47.05243°N 9.4788°E

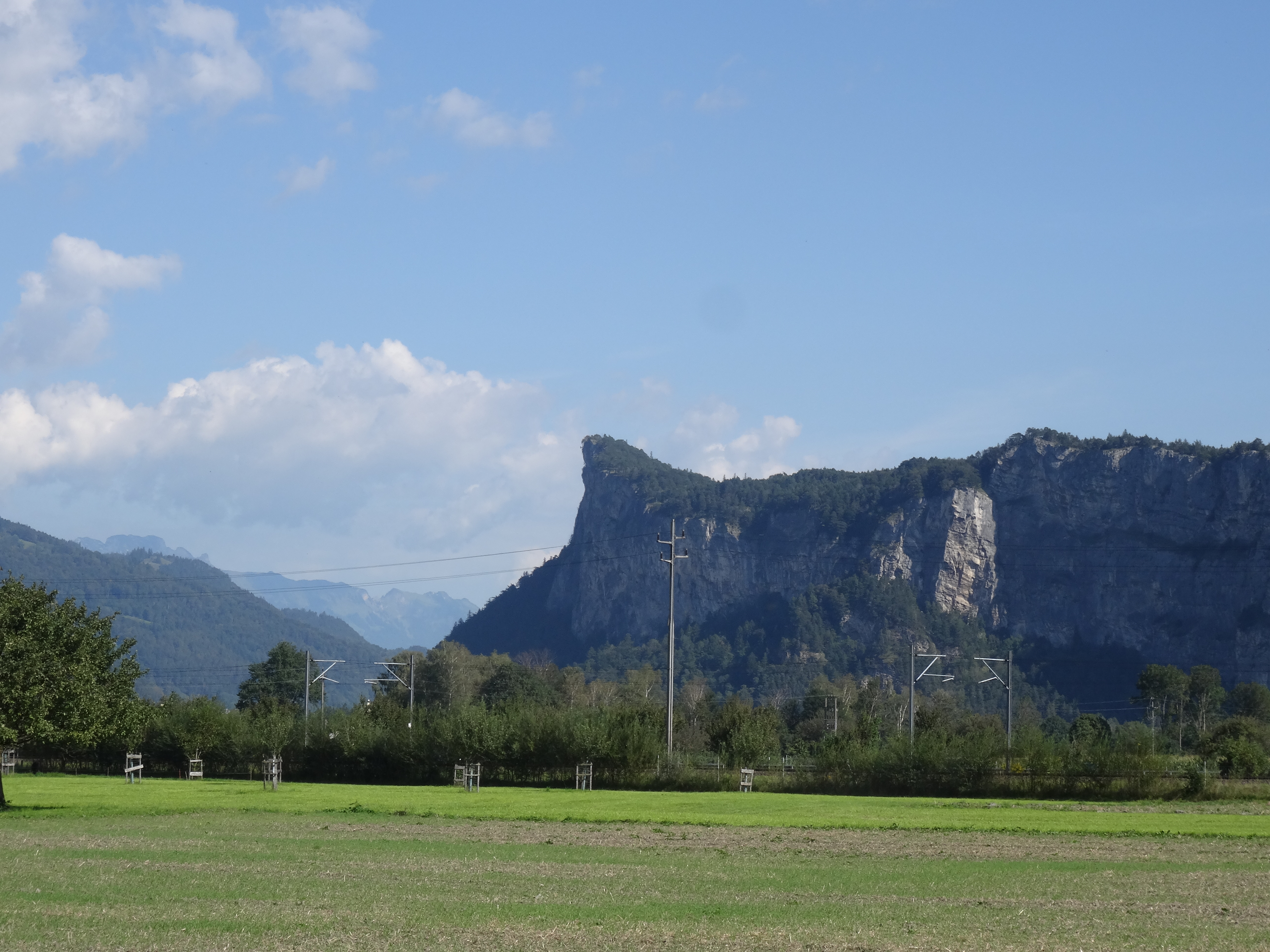

埃爾山（Ellhorn），是中歐的山峰，位於瑞士和列支敦士登接壤的邊境，屬於雷蒂孔山的一部分，處於弗萊施境內，該山峰海拔高度為758米。